# Listă de filme românești despre Primul Război Mondial
Aceasta este o listă de filme artistice românești despre cel de-Primul Război Mondial: 
| Anul | Titlul                    | Regizor                                | Actori în rolurile principale | Context | Note |
| ---- | ------------------------- | -------------------------------------- | --- | --- | --- |
| 1921 | Ecaterina Teodoroiu       | Nicolae Barbelian, Ludovic Ressel      | Marietta Rareș | Despre Ecaterina Teodoroiu | Scurtmetraj. Primul film artistic românesc despre Primul Război Mondial                                  |
| 1926 | Vitejii neamului          | Ghiță Popescu, Eftimie Vasilescu       | Nicolae Manolescu, Ghiță Popescu | Atacul dat de Regimentul 32 Infanterie (1916-1918) „Mircea”, bombardarea unei școli din București de către dirijabilul Graf Zeppelin                                                     | Alt titlu: Pe aici nu se trece!                                                                          |
| 1930 | Ecaterina Teodoroiu       | Ion Niculescu-Bruna                    | Felicia Frunza, Mielu Constantinescu | Despre Ecaterina Teodoroiu | [ 3 ] |
| 1953 | Nepoții gornistului       | Dinu Negreanu                          | Andrei Codarcea, Corina Constantinescu | Despre Pintea, fiul lui Oprea, participant la Primul Război Mondial | Bazat pe piesa de teatru omonimă de Cezar Petrescu                                                       |
| 1965 | Pădurea spânzuraților     | Liviu Ciulei                           | Liviu Ciulei, Ștefan Ciubotărașu, Victor Rebengiuc | Dilema morală a lui Apostol Bologa, un tânăr ofițer român din Armata Austro-Ungară, ce este trimis să lupte pe Frontul Românesc împotriva conaționalilor săi                             | Scenariu inspirat de romanul Pădurea spânzuraților (1922) de Liviu Rebreanu                              |
| 1969 | Baladă pentru Măriuca     | Constantin Neagu, Titel Constantinescu | Constantin Constantin, N.N. Matei, Gilda Marinescu, Sabin Făgărășanu, Sabina Mușatescu, Brîndușa Hudescu, Ion Caramitru                                                                                 | | Film inspirat dintr-un caz real, cel al Marieie Zaharia.                                                 |
| 1975 | Prin cenușa imperiului    | Andrei Blaier                          | Gheorghe Dinică, Gabriel Oseciuc, Cornel Coman, Ștefan Sileanu, Ferencz Bencze | 1917 în Austro-Ungaria | Scenariul inspirat din romanul Jocul cu moartea (1962) de Zaharia Stancu                                 |
| 1978 | Ecaterina Teodoroiu       | Dinu Cocea                             | Stela Furcovici, Ion Lupu, Mihai Mereuță, Ion Caramitru, Amza Pellea, Ilarion Ciobanu | Despre Ecaterina Teodoroiu | Scenariu de Mihai Opriș, Vasile Chiriță                                                                  |
| 1980 | Ultima noapte de dragoste | Sergiu Nicolaescu                      | Vladimir Găitan, Joanna Pacuła, Sergiu Nicolaescu, Sebastian Papaiani | Drama de pe front a lui Tudor Gheorghiu | Scenariu inspirat de romanul Ultima noapte de dragoste, întâia noapte de război (1930) de Camil Petrescu |
| 1980 | Capcana mercenarilor      | Sergiu Nicolaescu                      | Gheorghe Cozorici, Sergiu Nicolaescu, Mircea Albulescu, Ion Besoiu, Amza Pellea, Jean Constantin, Colea Răutu, George Mihăiță și Corneliu Gârbea                                                        | Iarna 1918, țăranii dintr-un sat ardealean sunt acuzați pe nedrept că ar fi incendiat o fabrică și un depozit de cherestea aflate în proprietatea baronului von Görtz, ofițer de carieră | Scenariu de Liviu Gheorghiu, Sergiu Nicolaescu. Coproducție RDG, România                                 |
| 1981 | Lumina palidă a durerii   | Iulian Mihu                            | Violeta Andrei, Liliana Tudor și Siefried Siegmund | Vara anului 1913, într-un sat din apropierea Buzăului | A câștigat Diploma Specială la Festivalul Internațional de Film de la Moscova (a 12-a ediție).           |
| 1983 | Întoarcerea din iad       | Nicolae Mărgineanu                     | Constantin Brînzea, Maria Ploae, Remus Mărgineanu | | Scenariul este inspirat de nuvela Jandarmul scrisă de Ion Agârbiceanu                                    |
| 1985 | Întunecare                | Alexandru Tatos                        | Ion Caramitru, George Constantin, Dan Condurache, Florin Zamfirescu | | Scenariul, scris de Petre Sălcudeanu, este bazat pe un roman omonim de Cezar Petrescu                    |
| 1986 | Bătălia din umbră         | Andrei Blaier                          | Dan Condurache, Alexandru Repan, Șerban Ionescu | | |
| 1999 | Triunghiul Morții         | Sergiu Nicolaescu                      | Sergiu Nicolaescu, Ilinca Goia, Valentin Teodosiu, George Alexandru, Cosmin Șofron, Florin Zamfirescu, Cristian Șofron, Ioana Moldovan, Daniela Nane, Alina Chivulescu, Valentin Teodosiu, Ciobanu Vlad | Luptele de la Mărăști, Mărășești și Oituz | |
| 2005 | Crăciun fericit           | Christian Carion                       | Diane Kruger, Benno Fürmann, Guillaume Canet, Gary Lewis, Daniel Brühl, Dany Boon | | titlu original: Joyeux Noël, coproducție Franța, Germania, Regatul Unit, Belgia, România                 |
|      |                           |                                        | | | |
|      |                           |                                        | | | |
|      |                           |                                        | | | |